# Guérin de Vergy
Guérin de Vergy, aussi appelé Gairin, est un seigneur de grande famille du royaume de Bourgogne du haut Moyen Âge, martyr et saint catholique.

## Famille
Sa mère est Sigrade, qui a pour frère l'évêque de Poitiers Didon ; et pour sœur Béreswinthe, épouse d'Athalric, duc d'Alsace, et mère de sainte Odile.
Il a pour frère l'évêque d'Autun saint Léger.
Il est le premier seigneur connu de la maison de Vergy, nommée d'après le puissant château de Vergy en Côte-d'Or.

## Biographie
Il soutient le point de vue de son frère Léger aux conseils des rois Burgondes successifs (Clotaire III assassiné à 20 ans en 673 ; Childéric II, avec qui Léger, bien qu'il ait soutenu ce roi, tombe en disgrâce pour lui avoir reproché son mariage trop consanguin et est envoyé en exil au monastère de Luxeuil ; Thierry III[réf. nécessaire], après l'assassinat de Childéric en 675).
Saint Léger se fait un ennemi de Ebroïn le très vindicatif maire du palais de Neustrie, qui lutte contre le rapprochement souhaité par saint Léger entre Burgondie et Austrasie. Léger et Warin sont tous deux assassinés, Warin le premier.
Ebroïn aurait fait lapider Guérin en 669 selon Quillot, ou vers 674. Toujours selon Quillot, il est lapidé sur le lieu même de l'assemblée réunie par Ebroïn pour le "juger", probablement au château de Vergy, lieu qui a longtemps conservé son tombeau et ses reliques. Ledit tombeau se serait trouvé sous l'église de l'abbaye Saint-Vivant de Vergy.

## Reliques, commémoration
Au moins une partie de ses reliques a été conservée avec celles de sa mère Sigrade à Notre-Dame de Soissons.
Selon Pitra, son culte et celui de son frère saint Léger est célébré à Autun (Saône-et-Loire), Lucerne (Suisse), Ébreuil (Allier), Saint-Maixent (Deux-Sèvres), Vergy (Côte-d'Or) et au diocèse d'Arras (Pas-de-Calais).
L'archevêque de Dijon Roland Minnerath a ordonné le 10 septembre 2009 que saint Guérin et saint Léger soient tous deux fêtés le 3 octobre.

## Autres saints du même nom
- Guérin, abbé, ordre de saint Augustin (✝ 1159)[10]
- Guérin, cistercien, évêque de Sion (✝ 1150)[11]